# رژیم هوسوکاوا

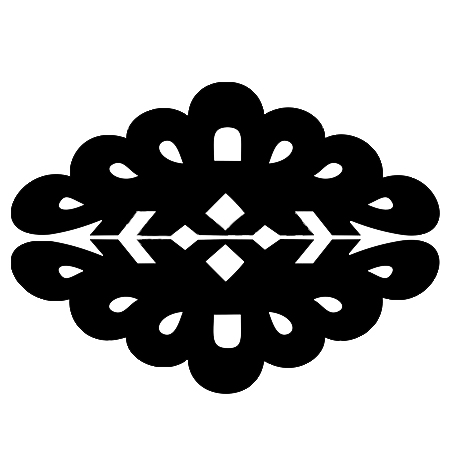
مون خاندان هوسوکاوا

رژیم هوسوکاوا (به ژاپنی: 細川政権) یک نوع رژیم سامورایی بود که از سال ۱۴۹۳ تا سال ۱۵۴۹ میلادی در دوره سنگوکو ادامه داشت. در این دوره شوگون‌سالاری آشیکاگا رو به ضعف گذاشته بود و مقام کانری یا معاونت شوگون در انحصار رهبری یک شعبه از خاندان هوسوکاوا بنام «هوسوکاوا کیچو» درآمده بود. به علت یکه‌سالاری این شعبه از خاندان هوسوکاوا به رژیم کیچو نیز خوانده می‌شود.